# Castielertobel-Brücke
Die Castielertobel-Brücke ist eine Strassenbrücke aus Eisenbeton auf dem Gebiet der Gemeinde Arosa im Schanfigg/Kanton Graubünden in der Schweiz.

## Lage

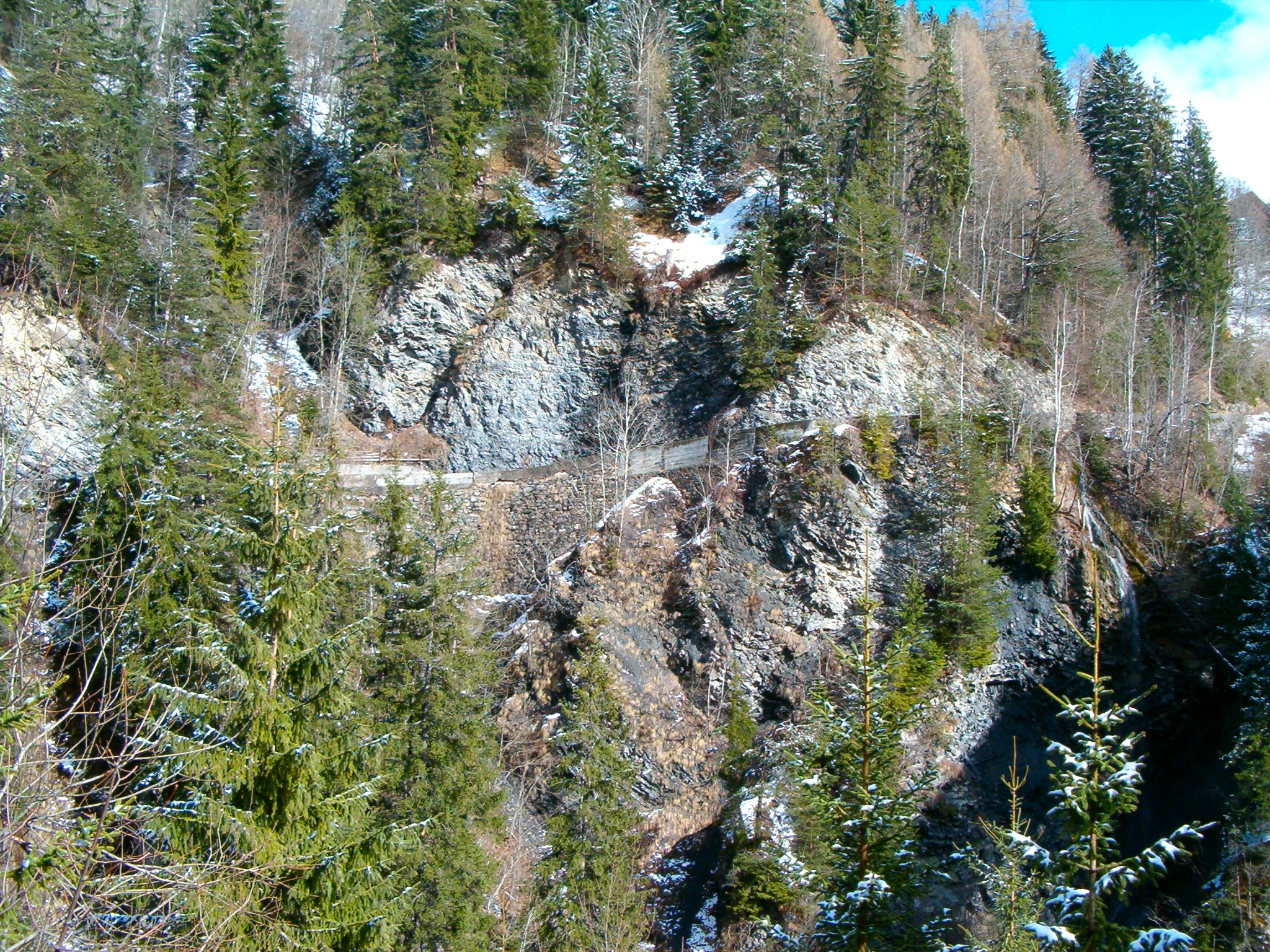
Im Castielertobel

Das Bauwerk befindet sich auf der Kantonsstrasse von Chur zum Sport- und Ferienort Arosa, zwischen den ehemaligen Gemeinden Calfreisen und Castiel. Es ist die grösste Brücke der Schanfiggerstrasse. Sie führt über das Castielertobel, eine wilde und tief eingeschnittene Schlucht aus Bündnerschiefer, und liegt rund 330 Höhenmeter oberhalb des Castielertobel-Viadukts der Arosabahn. Die Brücke beginnt unmittelbar nach der Abwasserreinigungsanlage (ARA) Calfreisen, wo sie die alte Schanfiggerstrasse schleifend verlässt. Sie führt in bis zu 70 Metern Höhe über das tief eingeschnittene Tobel zum Widerlager unterhalb der Dorfeinfahrt von Castiel, wo sie an die frühere Streckenführung anschliesst.

## Beschreibung

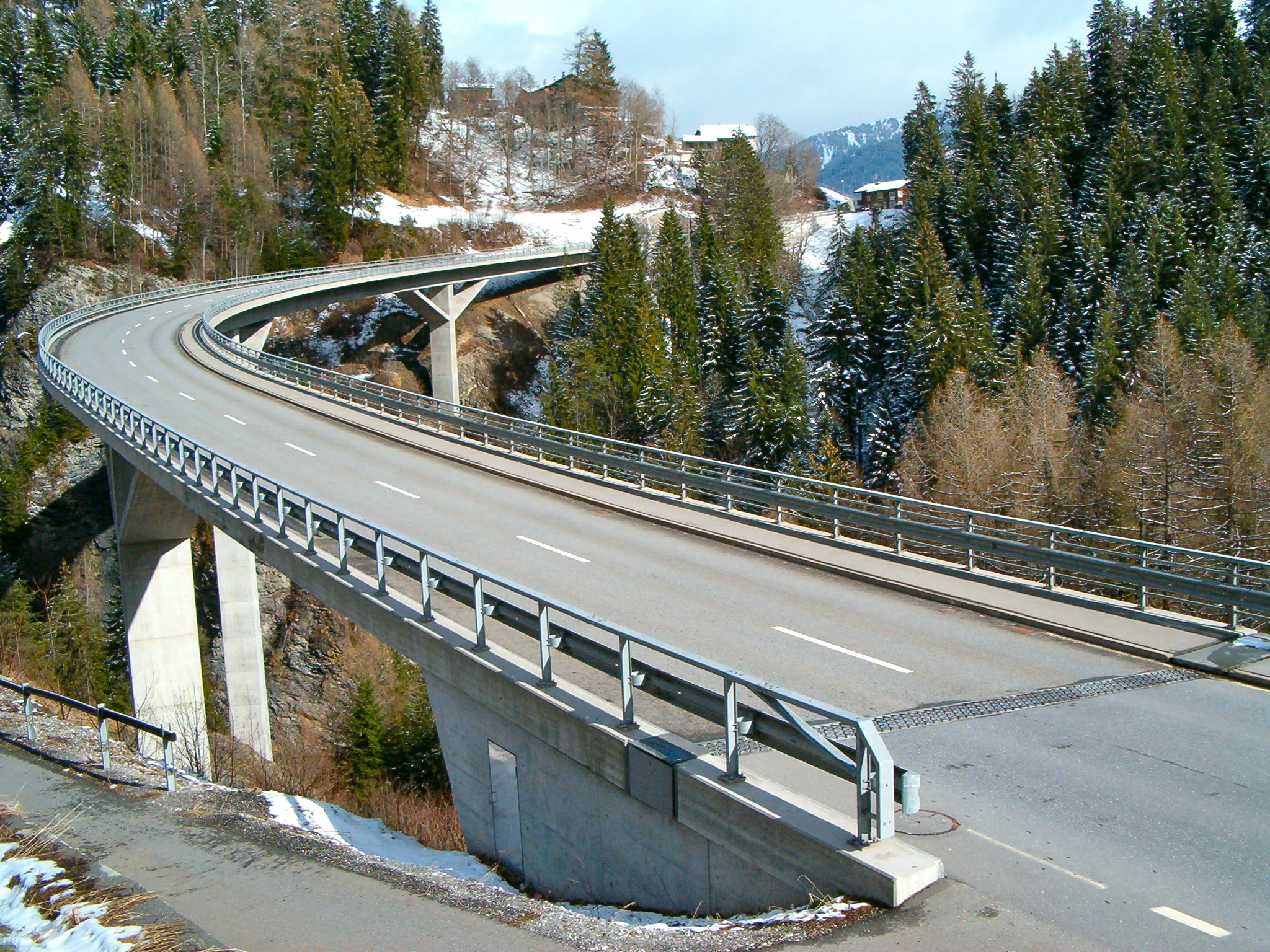
Ansicht von Westen

Die gut 300 Meter lange, gekrümmte Castielertobelbrücke ist als vierfeldriger Durchlaufträger mit anschliessender Lehnenbrücke auf der Churer Seite ausgestaltet. Im Grundriss verläuft die Linienführung im Bereich der Brücke in einem minimalen Radius von 190 Meter. Die grösste Spannweite beträgt 77, die kleinste 55 Meter. Die drei Pfeiler sind zwischen 20 und 64 Meter hoch und weisen oben flache Hilfsstreben auf. Diese Elemente erlauben dank der zusätzlichen Stützung trotz der beachtlichen Spannweiten einen sehr schlanken Brückenträger. Dieser ungewöhnlichen Konstruktionslösung verdankt das Bauwerk sein ganz spezielles Aussehen. Die nutzbare Brückenbreite beträgt 9,5 Meter: Für den motorisierten Verkehr stehen zwei je 3,5 Meter breite Fahrbahnen und den Fussgängern ein talseitiges Trottoir von 1,5 Metern Breite zur Verfügung. Das Längsgefälle variiert und beträgt maximal 7,7 %, die Querneigung 6,4 %.

## Projektgeschichte

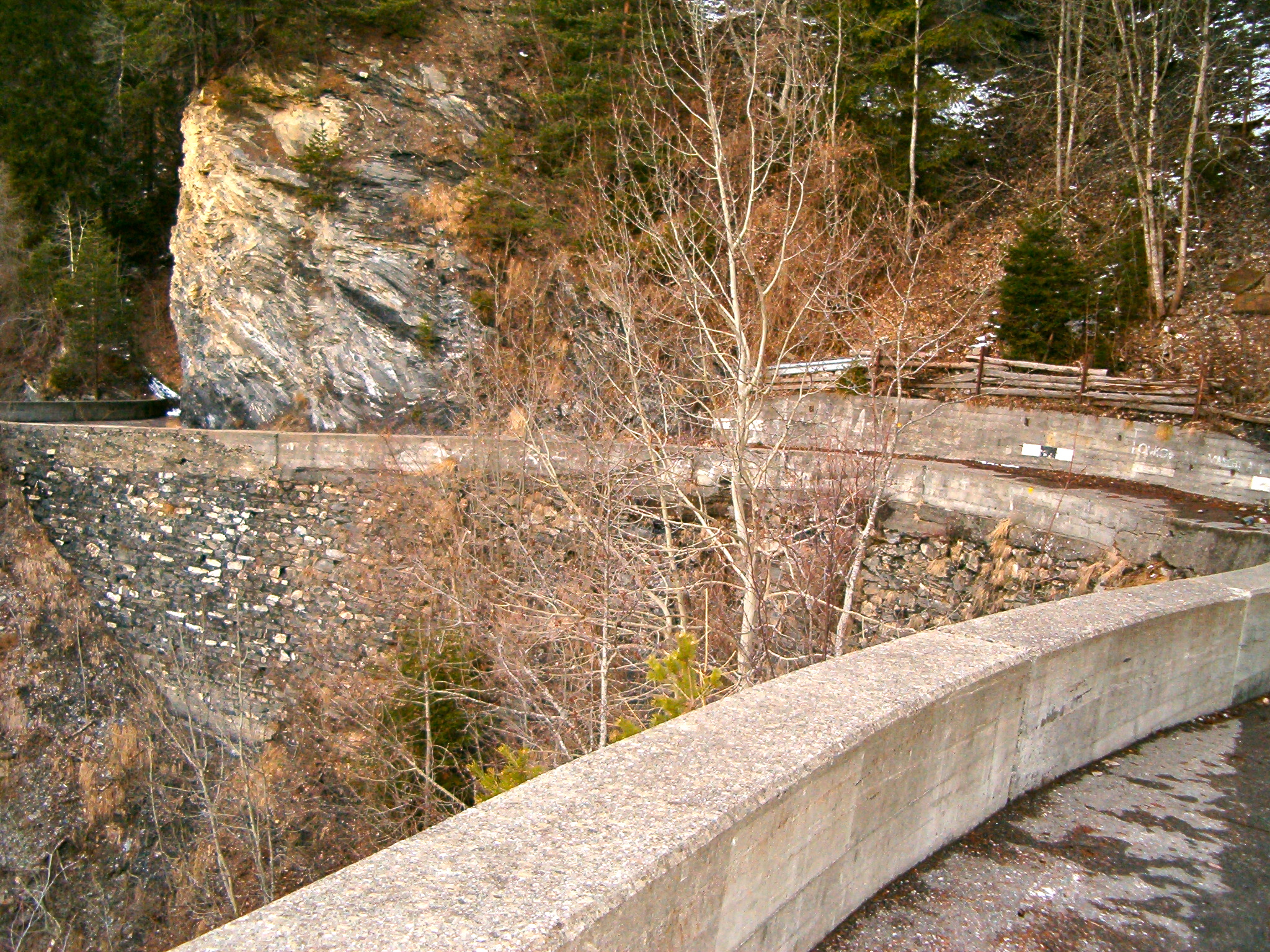
Frühere Strasse im Tobel

Nachdem 1970, 1982 und 1988 die problematischen beziehungsweise geologisch unruhigen Passagen im Frauen-/Gründjitobel, im Calfreisertobel und im Clasaurertobel mittels Tunnels umfahren werden konnten, plante das Tiefbauamt Graubünden um 1990 zunächst ebenfalls ein Tunnelprojekt zur Entschärfung des letzten gefährlichen Strassenstücks im Castielertobel. Dort wand sich die Strasse – analog zur früheren Situation im Calfreiser- und  Frauentobel – durch die steile östliche Flanke des Tobels, welche die Fahrbahn im Sommer mit Steinschlägen und im Winter mit Eisabbrüchen und Schneerutschen bedrohte. Die westliche Tobelflanke ist zudem instabil und rutscht mitsamt der Strasse langsam hangabwärts. Da das Castielertobel jedoch direkt am westlichen Dorfende von Castiel ausmündet, hätte ein Tunnel auch das gesamte Dorf umfahren müssen, was man anschlusstechnisch nicht als ideal ansah. Zudem wurden die Kosten mit 32 Mio. Franken beziffert. Infolgedessen erarbeitete eine Ingenieursgemeinschaft ein aufsehenerregendes Brückenprojekt, welches denselben Zweck zu weit niedrigeren Baukosten als ein Tunnel erreichen konnte. Aufgrund knapper Finanzmittel stand jährlich nur ein begrenzter Budgetbetrag für das Projekt zur Verfügung, weswegen man eine Bauzeit von fünf Jahren veranschlagte.

## Geologische Situation

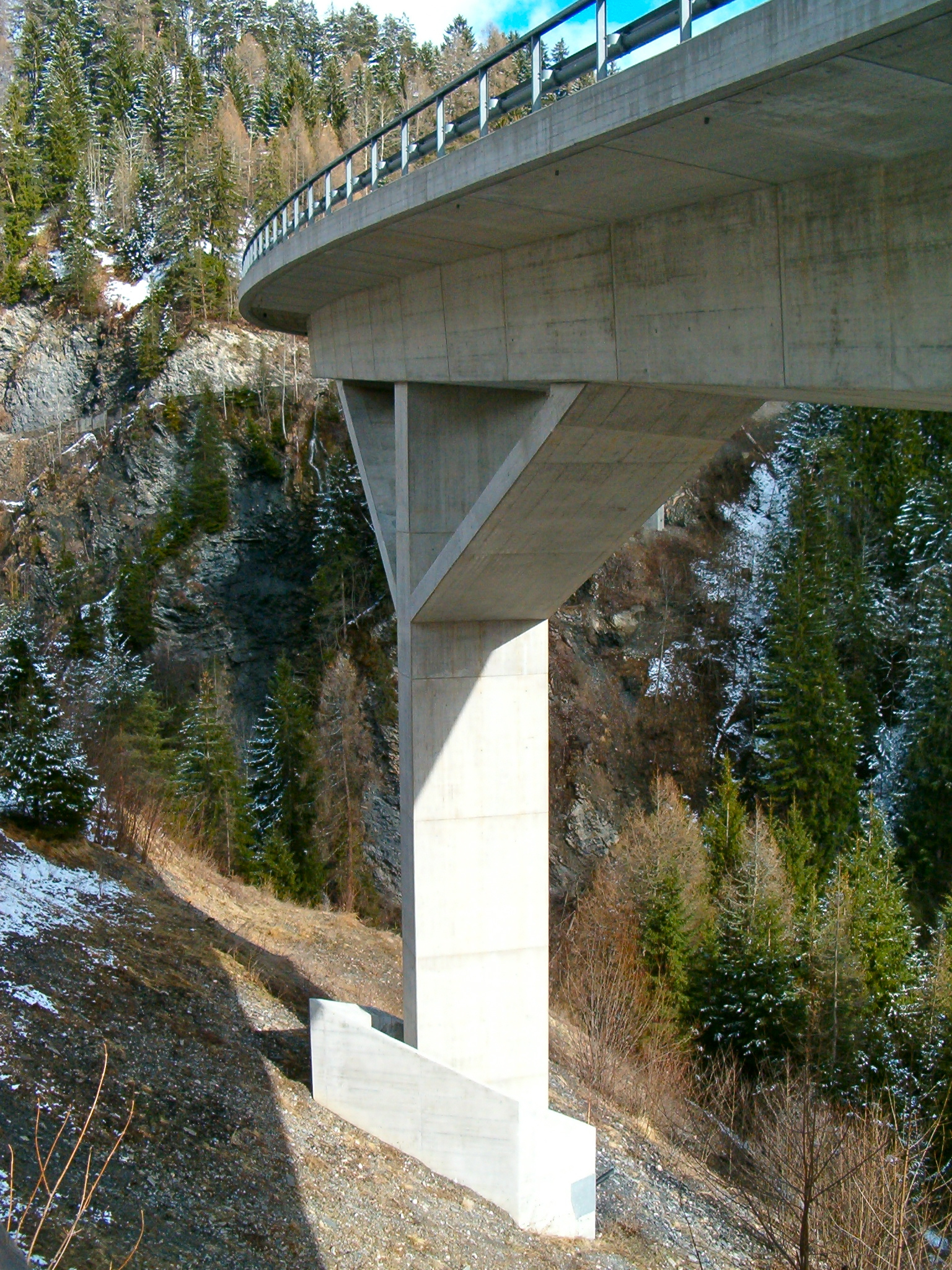
Pfeiler 1 mit Fundationsschacht

In der Hangflanke zwischen der ARA Calfreisen und dem Castielertobel überdeckt eine bis zu 8 Meter mächtige Lockergesteinsschicht den darunterliegenden Bündnerschiefer mit seiner hangabwärts fallenden Schichtung. Während im Bereich des talseitigen Widerlagers der Hang als relativ stabil mit einer hangparallelen Verschiebungsrate von rund 1 Millimeter pro Jahr beurteilt wurde, verschiebt sich die Lockergesteinsdecke im Castielertobel bis zu 10 Millimeter pro Jahr. Die östliche, äusserst steile Tobelflanke ist stabil und bietet fundationstechnisch keine Probleme. Aufgrund dieser Ausgangslage entschied man sich nicht zuletzt aus Kostengründen, nur drei statt vier Pfeiler zu realisieren. Die Pfeiler 1 und 2 wurden in Schächten fundiert, die vier Meter in den kompakten Felsen eingebunden sind. Dank einem Freiraum von mindestens 50 Zentimetern zwischen der Schachtwand und dem aufgehenden Pfeiler kann der Schacht die in den nächsten 50 Jahren erwarteten Hangverschiebungen ohne Einfluss auf den Pfeiler und die Brücke mitmachen. Der Pfeiler 3 sowie das bergseitige Widerlager wurden im kompakten Fels flach fundiert.

## Bauausführung

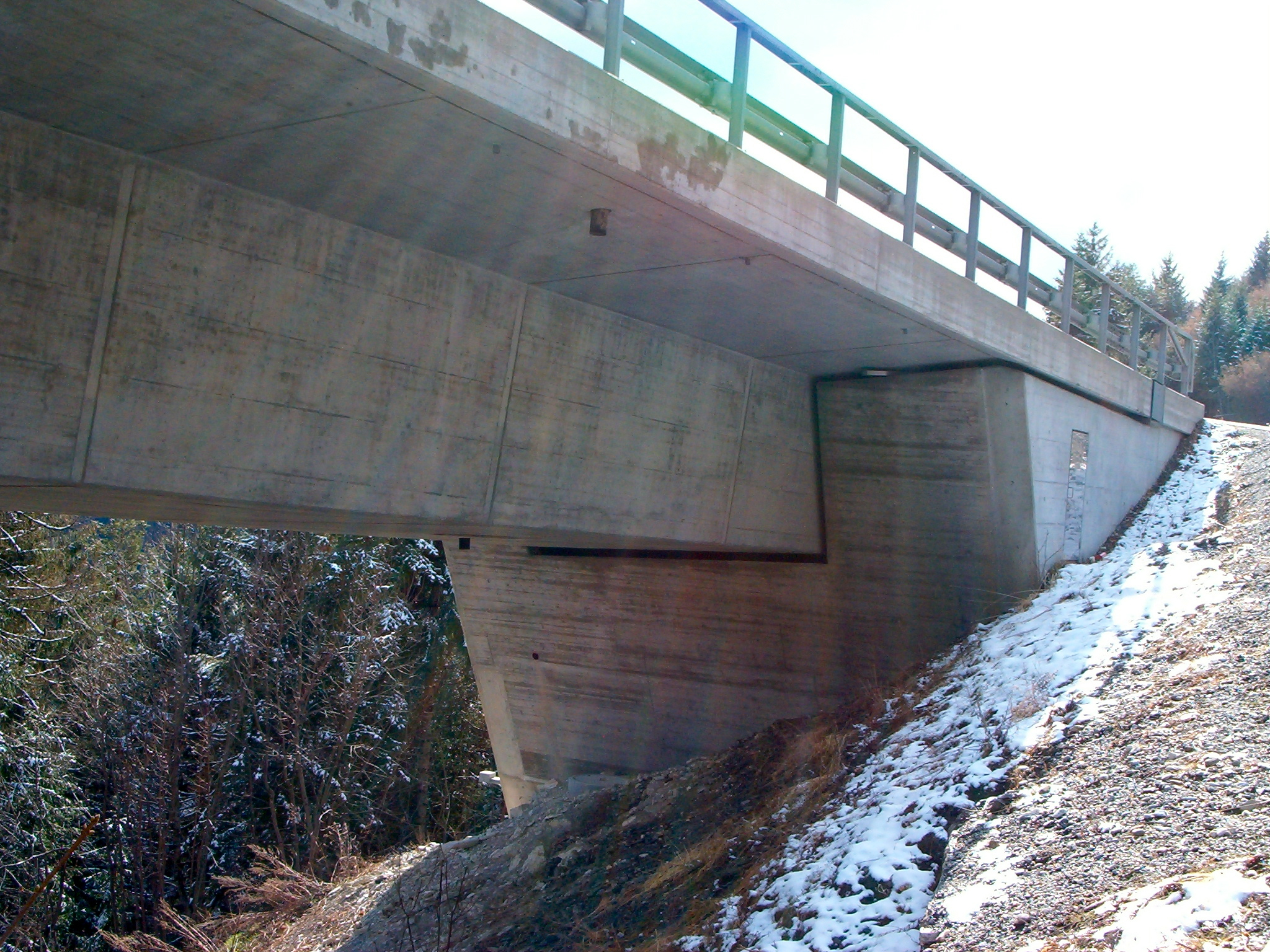
Übergang zur Lehnenbrücke

Das steile Terrain stellte besondere Ansprüche an die Erschliessung der Einzelbaustellen. In Angebracht der schwierigen topographischen und geologischen Verhältnisse wählte die Arbeitsgemeinschaft (ARGE) ein Installationskonzept mit drei Turmdrehkranen und einem nur einseitig schwenkbaren Kabelkran. Als Lehrgerüst kam ungeachtet der starken Krümmung der Brücke eine konventionelle Konstruktion mit Rüstträgern und Rüststützen zum Einsatz. Pro Brückenfeld waren zwei Zwischenabstützungen erforderlich, sodass mit Spannweiten um 25 Metern gearbeitet werden konnte. Die Lehrgerüstfundationen mussten ebenfalls mittels Schächten auf dem Fels fundiert werden. Dank einem unterspannten Rüstträger kam die letzte Etappe im dritten Brückenfeld ohne Gerüststützen aus. Das Lehrgerüst wurde mit Pressen und Zugseilen der anspruchsvollen Geometrie der Brücke angepasst vorgeschoben. Der Brückenträger mit einer Gesamtlänge von 271 Metern wurde in vier Etappen erstellt, wobei jeweils zuerst die untere Kastenplatte und die Stege des Hohlkastenquerschnittes und anschliessend die Fahrbahnplatte betoniert wurden. Die grösste Betonierleistung betrug 220 m³ Beton pro Tag. Wegen der Gewichtsbeschränkung auf der Schanfiggerstrasse musste der Beton vom Kieswerk Untervaz her in Einzelmengen von nur 3,5 m³ mit zweiachsigen Fahrmischern mit maximal 18 Tonnen Gesamtgewicht antransportiert werden.

## Eröffnung
Am 10. November 2004 wurde die Castielertobelbrücke nach einer Bauzeit von vier Jahren offiziell dem Verkehr übergeben. Die Inbetriebnahme war dank dem guten Baufortschritt um ein halbes Jahr früher als ursprünglich geplant. Die Eröffnung erfolgte durch den Bündner Regierungsrat und Leiter des Bau-, Verkehrs- und Forstdepartements Stefan Engler.

## Galerie

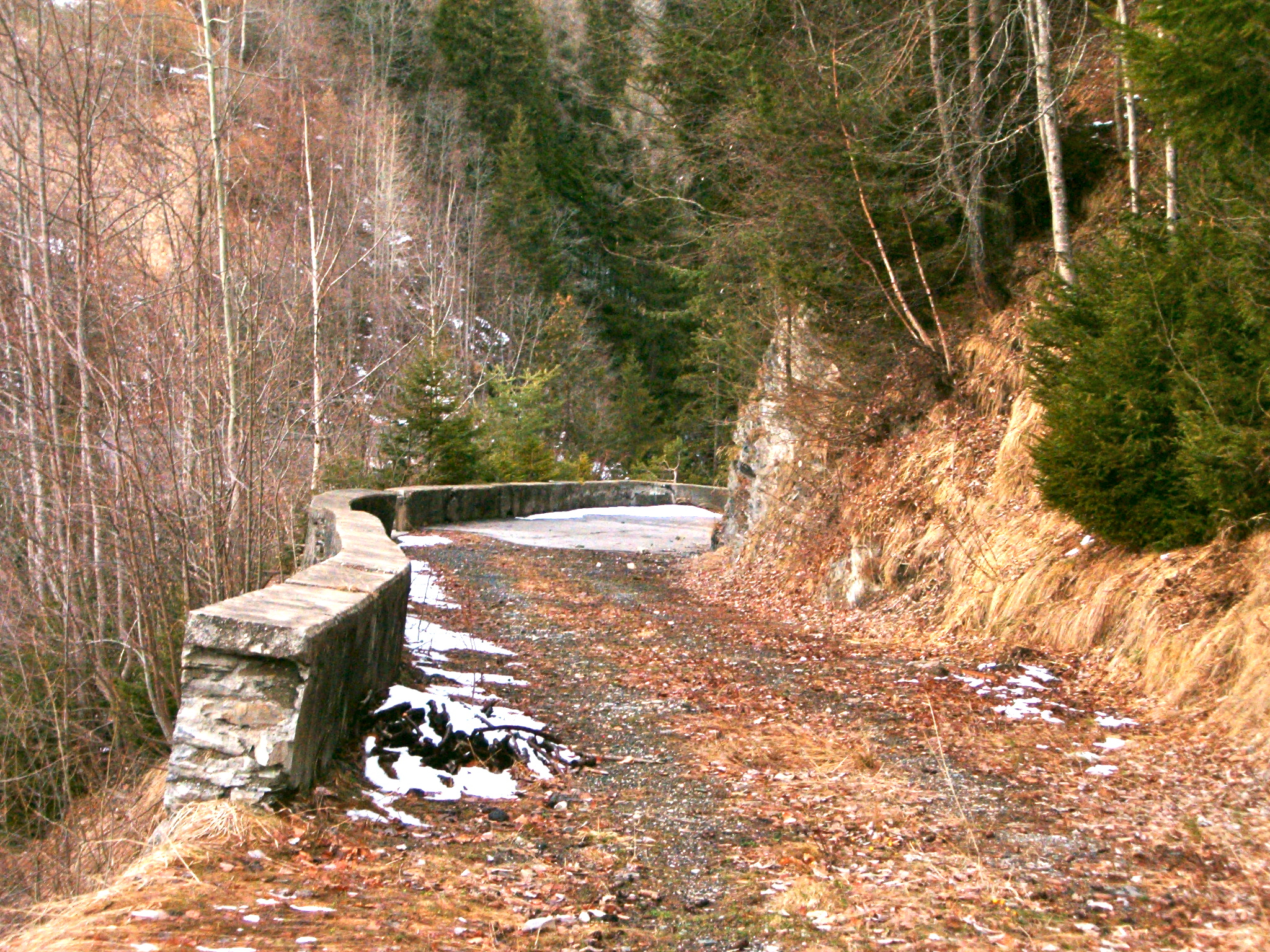
Alte Einfahrt ins Tobel
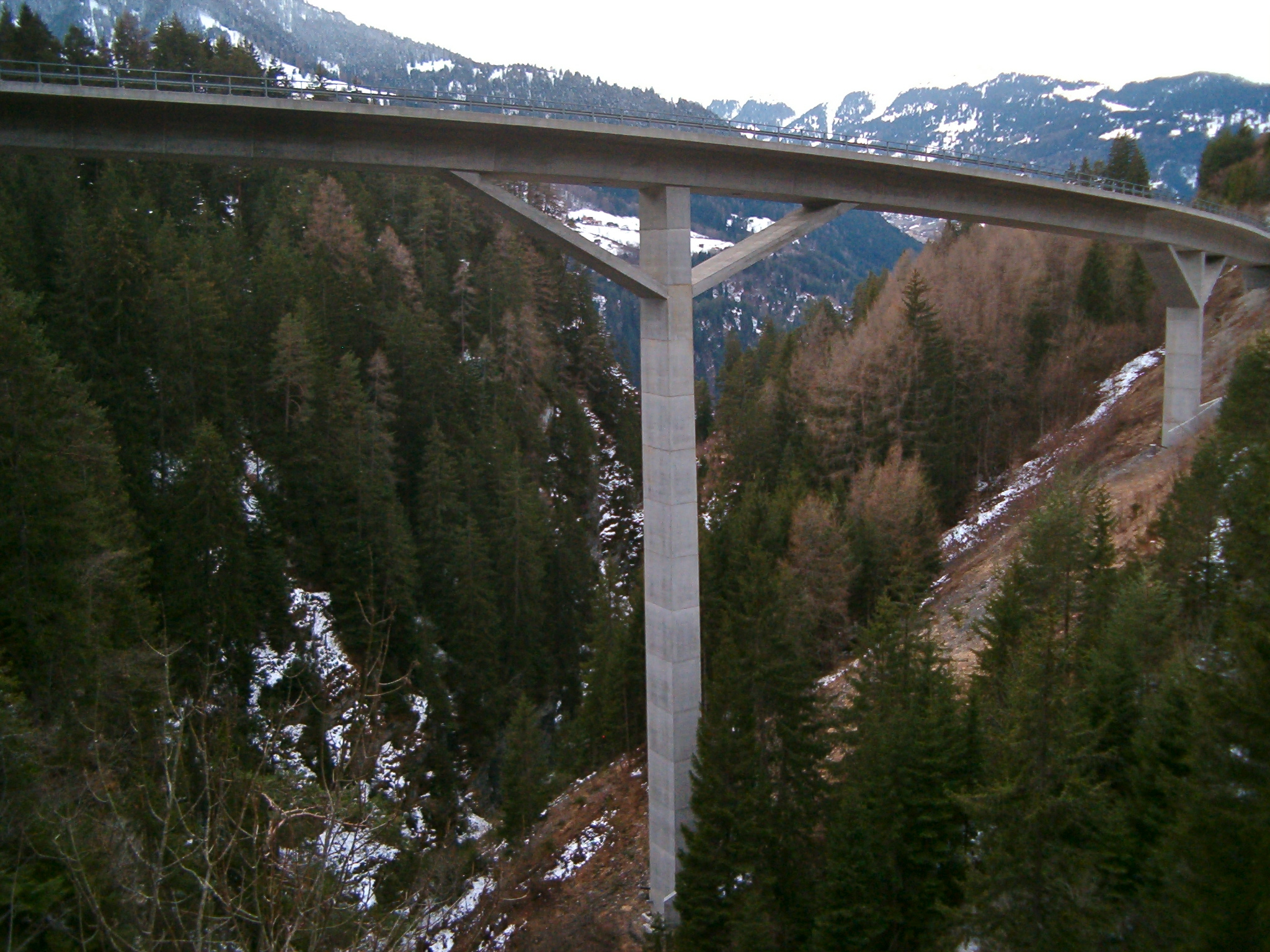
Pfeiler 1 und 2 mit Hilfsstreben
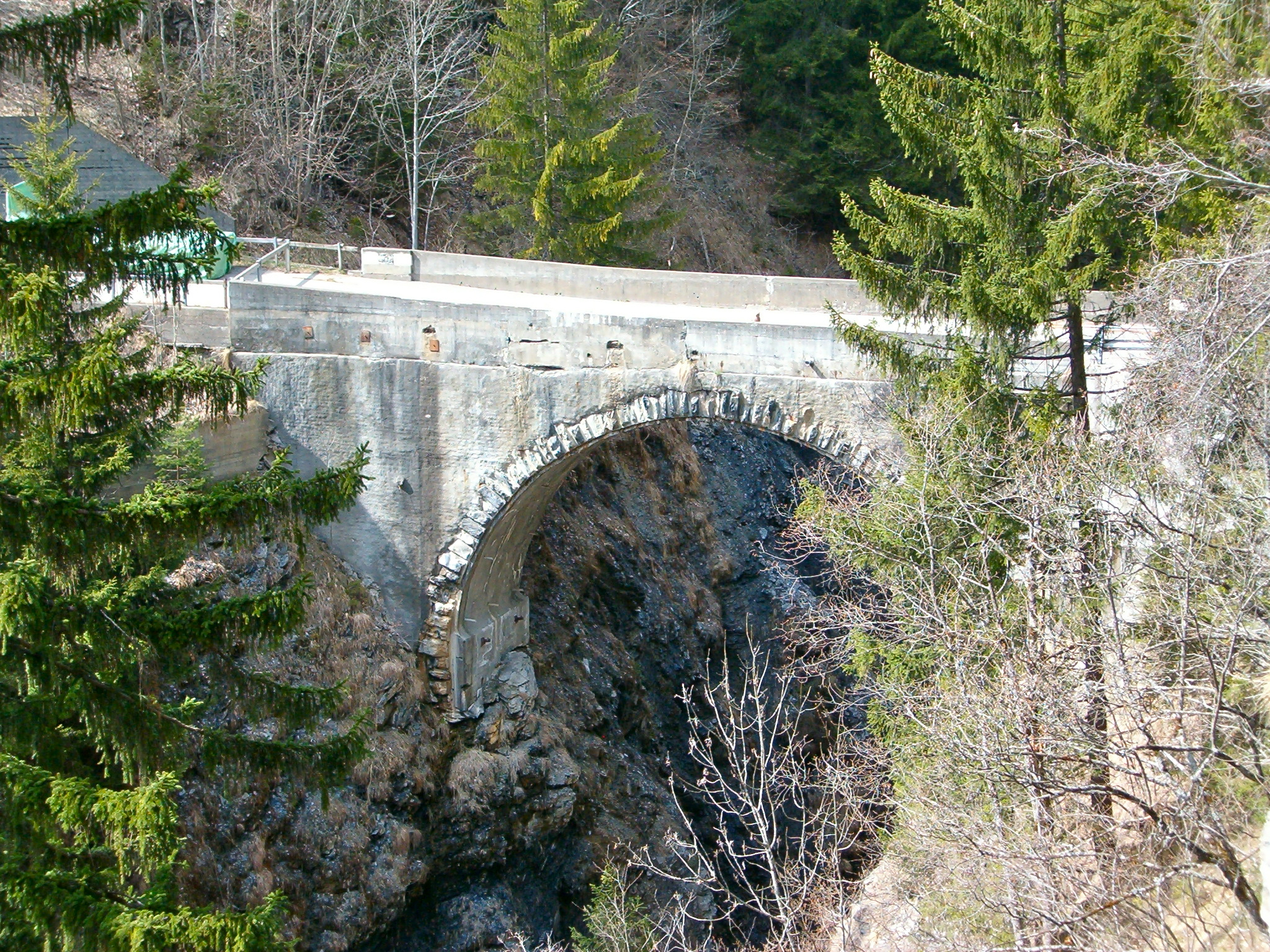
Alte Castielertobel-Brücke
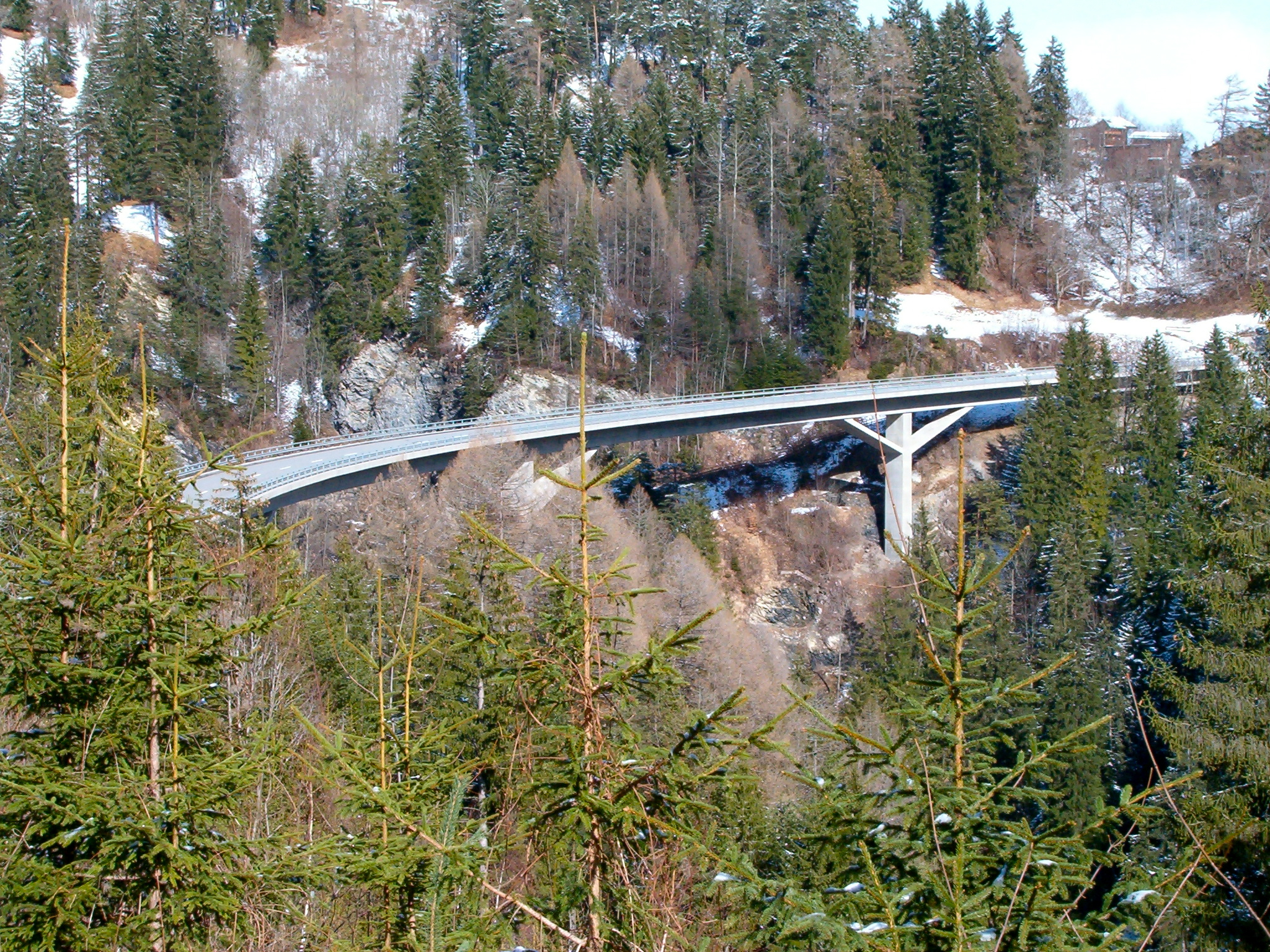
Ansicht von Chur kommend
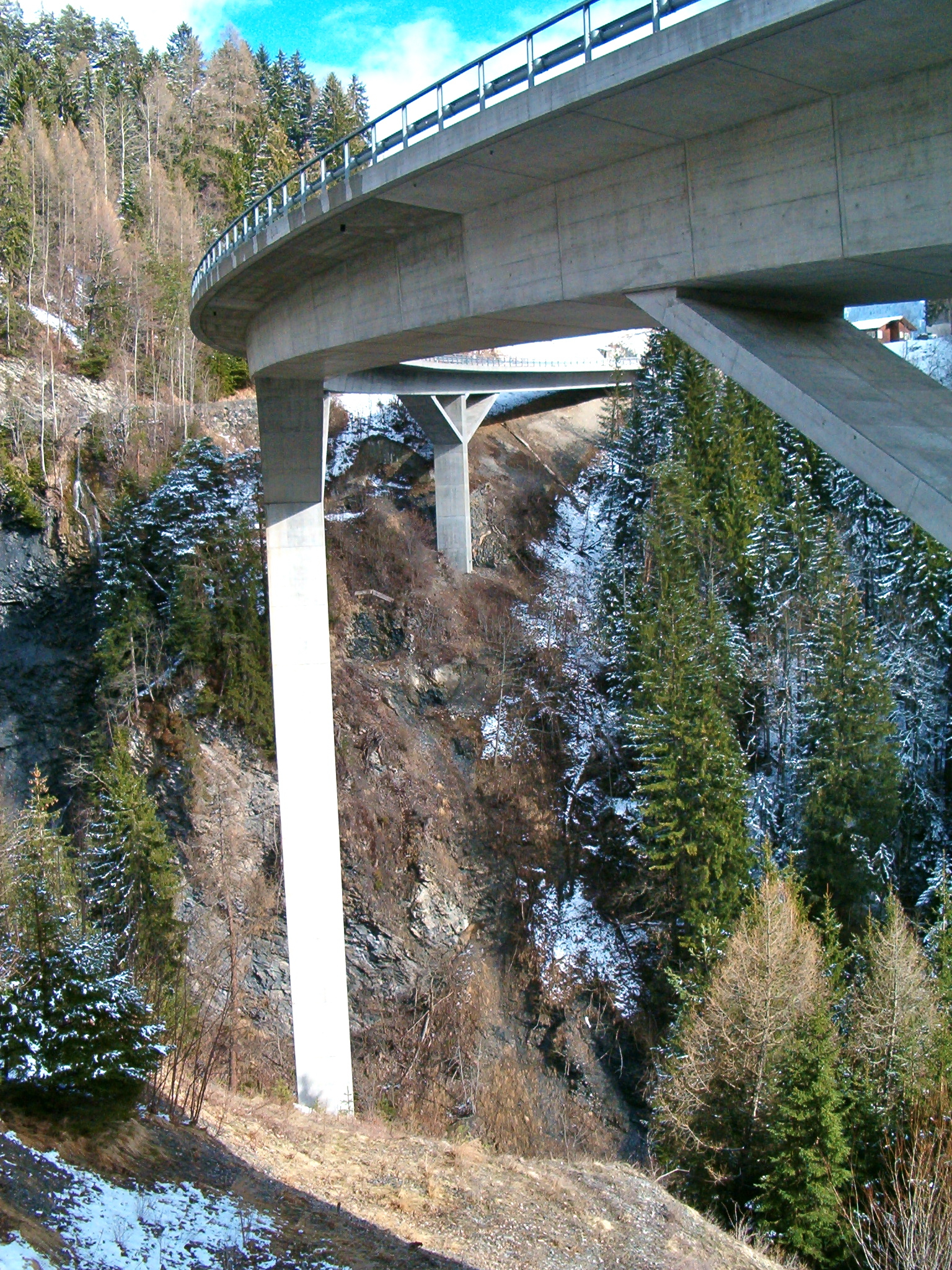
Pfeiler 2 und 3, gut sichtbar die Unterschiede der Betonfarbe